# Kiron, Iowa
Kiron là một thành phố thuộc quận Crawford, tiểu bang Iowa, Hoa Kỳ. Năm 2010, dân số của thành phố này là 279 người.

## Dân số
Dân số qua các năm:
- Năm 2000: 273 người.
- Năm 2010: 279 người.